# 中西清起
中西 清起（なかにし きよおき、1962年4月26日 - ）は、高知県宿毛市出身の元プロ野球選手（投手、右投右打）・コーチ、野球解説者、YouTuber。春・夏の全国大会で活躍した高知商業高校時代から、「中西球道」（水島新司の漫画『球道くん』の主人公）にちなんで「球道（くん）」と呼ばれている。

## 経歴

### プロ入り前
『球道くん』の作者である水島新司の訃報が伝えられた際に述べたところでは、宿毛市立小筑紫中学校3年生の頃、すでに投手として評判の上がっていた中西を学校まで水島が訪ねてきたことがあったという。
高知商業高校では、1年夏、2・3年春、3年夏の4度にわたって甲子園に出場している。1年生時の1978年夏の第60回全国選手権は、1年上のエース森浩二の控え投手として出場。決勝まで進むが、西田真二を擁するPL学園に敗退、準優勝。この大会では2試合に登板した。1979年春の第51回選抜大会は右翼手、控え投手として出場。2回戦で牛島和彦、香川伸行らのいた浪商に惜敗、自身の登板機会はなかった。1980年春の第52回選抜大会では、エース、四番打者としてチームを牽引、決勝で帝京高の伊東昭光に投げ勝ち初優勝。この大会では準々決勝で選抜通算200号にあたる大会第11号本塁打を放っている。同年夏の第62回全国選手権は2回戦で箕島高に敗退。
高校卒業後は、社会人野球のリッカーへ入団。東京都代表で出場した1981年の都市対抗では、日本生命の中本茂樹、電電中国の津田恒美（協和発酵から補強）に投げ勝ち準々決勝に進出。東京ガスに敗退するが、チームメイトの内野手・黒田光弘と共に、若獅子賞を受賞した。同年のインターコンチネンタルカップ日本代表に選出される。1982年の大会では明治生命、1983年の大会では熊谷組の補強選手として出場。社会人野球の公式戦では、通算で38勝を挙げた。
1983年度ドラフト会議にて阪神タイガースから1位指名を受けて入団。この年までエースとして活躍した小林繁から、背番号19を引き継いだ。担当スカウトは、今成亮太の実父である今成泰章。

### プロ入り後
1984年には、一軍公式戦33試合に登板。ジュニアオールスターゲームにも、ウエスタン・リーグの選抜メンバーとして出場した。一軍では救援を中心に起用されたが、1勝6敗、防御率5.35という成績で、同じ社会人出身・同期入団の池田親興（9勝6敗）ほどの活躍に至らなかった。
1985年には、「バックスクリーン3連発」で知られる4月17日の対読売ジャイアンツ（巨人）戦（阪神甲子園球場）で、9回表無死から登板。ウォーレン・クロマティと原辰徳からの2者連続本塁打で1点差に迫られた福間納の後を受けての登板だったが、後続の打者を2者連続奪三振を含む三者凡退に抑えたことで、一軍初セーブを挙げた。この試合を機に、従来からのクローザー・山本和行との「ダブルストッパー」として活躍。山本がアキレス腱の断裂で戦線を離脱した9月以降は、1人でクローザーの重責を担った。10月16日のヤクルト戦（明治神宮野球場）では、同点の9回裏から登板。チームが勝つか引き分けるかで21年振りのセントラル・リーグ優勝が決まるという状況で、ヤクルト打線相手に2イニングを完璧に抑え、最後の打者・角富士夫をピッチャーゴロでアウトに仕留めて「胴上げ投手」になった。結局、レギュラーシーズンでは11勝19セーブの好成績を挙げた末に、リーグ最優秀救援投手のタイトルを獲得した。
1986年・1987年には一軍公式戦61試合、1988年には46試合に登板。1986年・1988年に8勝を挙げるなど、引き続きクローザーとして活躍した。1987年・1988年には、チームが低迷する状況でオールスターゲームへの出場を果たしている。
1989年には、シーズンの途中から先発に転向。一軍公式戦通算で10勝5セーブを記録するとともに、先発投手として挙げた7勝は全て完投勝利(完投5完封2)を記録、自身最初で最後の規定投球回数もクリアした。
1990年には、初めて一軍の開幕投手を任されると、開幕戦で完封勝利を収め次の試合も完投勝利を挙げた。しかし、シーズン途中に右肘・右足首の故障で戦線を離脱した影響で、通算では5勝6敗に終わった。オフには右肘のトミー・ジョン手術を受ける。
1992年以降は先発中継ぎ抑えと便利屋的なポジションになり、1995年まで、一軍公式戦で4年連続30試合以上に登板した。3試合の登板にとどまった1996年に、球団から戦力外を通告されると共に、投手コーチへの就任を打診。阪神での最終登板になった10月9日の対中日ドラゴンズ戦（甲子園）では、この試合を最後に現役を引退する木戸克彦とのバッテリーで、先発投手として中日打線を14球で三者凡退に抑えた。中西はこの時点で現役続行を希望していたため、コーチへの就任要請を固辞したうえで、シーズン終了後に横浜ベイスターズと福岡ダイエーホークスの入団テストに参加。しかし、いずれのテストでも入団に至らなかったことから、現役を引退した。

### 現役引退後
1997年から2003年まで、朝日放送・サンテレビジョンの野球解説者・日刊スポーツの野球評論家として、阪神の地元・関西地方を拠点に活動した。
現役時代の主力打者だった岡田彰布が阪神の一軍監督に就任した2004年に、一軍投手コーチとして同球団に復帰。高校の後輩・藤川球児をセットアッパーとして大成させたほか、ブルペン担当コーチとして、JFK（ウィリアムス、藤川、久保田智之）やSHE（桟原将司、橋本健太郎、江草仁貴）と称されるリリーフ投手陣の整備で大きな成果を残した。その実績を買われて、2009年からは、二軍投手コーチとしてファーム投手部門の強化に尽力した。
2013年から阪神の一軍投手コーチに復帰。チームの2014年クライマックスシリーズ初突破と日本シリーズ進出に貢献した。しかし、レギュラーシーズンのチーム防御率・失点がいずれもセントラル・リーグ5位に低迷。二軍コーチ時代から指導してきた若手投手の伸び悩みや、救援陣刷新の不備などが顕著に表れた2015年限りで、コーチを退任した。
コーチ退任後の2016年からは、朝日放送・サンテレビ野球解説者・日刊スポーツ野球評論家としての活動を再開している。
2018年夏の第100回全国高等学校野球選手権記念大会では、8月14日の第1試合前に甲子園レジェンド始球式へ登場、真ん中低めのボールを放り投げスタンドの観衆を沸かせていた。
2025年3月、社会人女子硬式野球クラブチーム「市川Pheasant（フェザント）」の球団編成顧問に就任。

## プレースタイル
- 平均球速は130km/h前半、最速も143km/hとストッパーとしては大して直球のスピードが無かったが、変化球のレパートリーが多くスローカーブ、スライダー、シュート、SFF、パームボールなどを多用し、直球を速く見せる技術で打たせて取る投球術で活躍した。しかし、好不調の波が激しく、1986年以後は、それまで2点台を維持していた防御率が3点台後半、4点台と下がっていき、最終的に引退までに2点台には戻せなかった。一方で中西が現役として在籍していた当時は投手難な年が多く、先発・中継ぎ・抑えと全てのポジションをこなせる故に最優秀救援投手のタイトル獲得し通算100SPは記録したものの、便利屋的なポジションを担う羽目になった。

## 人物
- 現役時代には、中西・平田勝男・木戸克彦の3人で「NHKトリオ」と呼ばれていた。この3人は、現役引退後も長らく、阪神のコーチとして顔を揃えていた。
- 趣味は、釣り、マリンスポーツ、スノーボード。また、ひょうきんな性格で、大酒飲みとしても知られる。その一方で、以下の騒動を引き起こしている。
  - 阪神の新人投手として「虎風荘」（当時甲子園球場の東隣にあった初代の独身寮）に住んでいた1984年の5月、ナゴヤ球場で中日とのウエスタン・リーグ公式戦を終えて帰阪すると、甲子園口駅付近の居酒屋で飲酒。門限が午後10時だったため、いったん寮に戻って寮長の梅本正之から点呼を受け、他の寮生が全員就寝した午後11時頃に、再び飲みに出かけようと、中庭の窓から境界線のコンクリートの塀を伝って「門限破り」を試みた。しかし、すでに泥酔していたせいで、塀から足を踏み外して落下し、空き瓶の入ったビールケースで顔面を強打した。物音に気付いた梅本が駆け付けたところ、顔面血まみれの中西が顔を洗っていたため、梅本はすぐに最寄りの消防署へ救急車の出動を要請。中西は、「騒ぎを大きくしたくない」梅本の配慮によって、サイレンを鳴らさない救急車で虎風荘付近の救急病院に搬送された。翌日から神戸市の東部にある病院に転院したが、「ドラフト1位で入団したばかりの選手が泥酔事故で選手生命を絶つことになったらさすがにまずい」という理由から、球団代表・岡崎義人の方針で球団広報・本間勝（いずれも当時）は報道陣に対して「腰痛と風邪で入院した」と発表。当の中西は、額を数針縫っただけで済んだものの、球団から10万円の罰金を課された[9][14][15][16]。
  - 淡路島へ釣りに出掛けていた2015年10月25日から27日にかけて、同居中の家族と連絡が取れなくなった。このため、地元紙の『神戸新聞』では、27日の午前11時頃に「阪神元コーチ　中西氏が所在不明に　家族と連絡取れず」という記事をインターネット向けに配信。阪神のコーチを退任した直後の出来事であったことや、この記事がYahoo!ニュースに転載された直後に神戸新聞社が記事を取り消したことから、自宅や管轄の警察署に報道陣が集結するほどの騒動に発展した。結局、27日の午後に阪神球団の幹部が携帯電話で中西の消息を確認したため、中西は滞在先の警察署に保護された[17][18]。
- 現役時代の1989年1月には、「ファンの女性に対して暴力を振るった」として書類送検を受けた。中西の自宅へ押しかけたり、無言電話を繰り返したりするなどのストーカー行為を繰り返したことに、中西自身が立腹したことによる。
- 一軍投手コーチへの就任当初は、ブルペンでの指導を任されていた。阪神への入団以来故障の影響で伸び悩んでいた藤川については、2004年春季キャンプの第1クールで右肩の異常を訴えたことを機に、潜在能力を最大限に発揮できる投球数、投球イニング、登板間隔などを多角的に分析。その結果を踏まえて、チームが中盤までに勝ち越した試合の7回に、1イニング限定でセットアッパーに起用する構想を打ち立てた[19]。藤川自身も、山口高志二軍投手コーチによる投球フォームの改造を機に、この年の後半から一軍に定着。フォーム改造で故障のリスクが減ったこともあって、同年のシーズン終了後に、前述の構想を藤川へ伝えた。ちなみに藤川は、2013年から活躍の場をMLBへ移した後に、中西の退団と入れ替わる格好で2016年から阪神に復帰。復帰後に30代後半ながらクローザーへ返り咲いたが、2020年限りでの現役引退を表明している。
  - 2005年以降は、前年まで春季キャンプの初日から投げ込みに徹していた藤川にスロー調整を命じた[20]ほか、一軍の救援陣に徹底的な体調管理や投げ込み制限を課した。その結果、チームは2005年にセントラル・リーグで優勝。救援陣も、藤川を中心に、安定した投球で数年にわたってチームを支え続けた。
  - 2009年から4シーズンにわたって二軍投手コーチを務めた後に、2012年8月からゼネラルマネジャーとして阪神に復帰した現役時代のコーチ・中村勝広からの強い要請で、2013年から一軍投手コーチへ復帰。復帰と同時に一軍監督へ就任した現役時代のチームメイト・和田豊の下で、救援陣の管理を山口に委ねながら、一軍投手陣の起用に関する全権を任された。中西自身は、コーチを退任した後に、「（高校から直接入団した）秋山拓巳・岩本輝・歳内宏明を二軍で一人前の投手に育てたかったから、（2012年の9月に）中村から酒席に誘われた際に、一軍投手コーチへの復帰要請を3回断った。しかし、中村から酒の勢いで『お前を一軍に戻すことが、（ゼネラルマネジャーとしての）俺の初仕事だ。断るならタイガースを辞めろ』と言われたため、やむなく要請を受けた」と明かしている[19]。
  - 一軍投手コーチへの復帰後は、和田の希望を受けて、藤浪を入団1年目から一軍に帯同させながら3年計画で育成。球団内に藤浪のプロジェクトチームを設けたこと[19]を背景に、1年目に限って、レギュラーシーズンの規定投球回（144イニング）を投球イニングの上限に設定した。藤浪は1年目に、137回3分の2イニングを投げて10勝を挙げたが、左足が三塁側に踏み出す投球フォーム（インステップ）の影響で左打者に苦戦。そのため中西は、1年目の秋季キャンプから、左打者への対策として投球中の藤浪の歩幅を縮めさせた[21]。2014年から2年間クローザーを務めていた呉昇桓に対しても、2015年シーズン中盤にインステップ気味のフォームで右腕が横に振れる傾向が見られたため、腕を縦に振れるようなフォームへの改造を指示[22]。その結果、呉は2015年に、NPB外国人投手のシーズン最多セーブ記録（41セーブ）をいち早く達成した[23]。ちなみに藤浪は、中西のコーチ退任・退団翌年（2016年）に入団後初めてのシーズン負け越しを経験すると、2017年以降は制球難で成績の低迷が続いている。

## 詳細情報

### 年度別投手成績
| 年 度      | 球 団      | 登 板 | 先 発 | 完 投 | 完 封 | 無 四 球 | 勝 利 | 敗 戦 | セ 丨 ブ | ホ 丨 ル ド | 勝 率 | 打 者 | 投 球 回 | 被 安 打 | 被 本 塁 打 | 与 四 球 | 敬 遠 | 与 死 球 | 奪 三 振 | 暴 投 | ボ 丨 ク | 失 点 | 自 責 点 | 防 御 率 | W H I P |
| ---------- | ---------- | ----- | ----- | ----- | ----- | -------- | ----- | ----- | -------- | ----------- | ----- | ----- | -------- | -------- | ----------- | -------- | ----- | -------- | -------- | ----- | -------- | ----- | -------- | -------- | ------- |
| 1984       | 阪神       | 33    | 9     | 0     | 0     | 0        | 1     | 6     | 0        | --          | .143  | 304   | 67.1     | 79       | 10          | 31       | 4     | 0        | 50       | 3     | 0        | 44    | 40       | 5.35     | 1.63    |
| 1985       | 阪神       | 63    | 0     | 0     | 0     | 0        | 11    | 3     | 19       | --          | .786  | 445   | 107.2    | 92       | 10          | 31       | 7     | 4        | 83       | 3     | 0        | 38    | 32       | 2.67     | 1.14    |
| 1986       | 阪神       | 61    | 0     | 0     | 0     | 0        | 8     | 9     | 5        | --          | .471  | 387   | 95.0     | 86       | 9           | 20       | 6     | 3        | 73       | 1     | 0        | 38    | 31       | 2.94     | 1.12    |
| 1987       | 阪神       | 61    | 0     | 0     | 0     | 0        | 6     | 8     | 14       | --          | .429  | 439   | 103.2    | 105      | 15          | 29       | 8     | 5        | 56       | 5     | 0        | 52    | 45       | 3.91     | 1.29    |
| 1988       | 阪神       | 46    | 2     | 1     | 0     | 0        | 8     | 9     | 15       | --          | .471  | 391   | 91.0     | 91       | 10          | 26       | 3     | 6        | 54       | 3     | 0        | 49    | 45       | 4.45     | 1.29    |
| 1989       | 阪神       | 34    | 18    | 7     | 3     | 0        | 10    | 10    | 5        | --          | .500  | 608   | 139.2    | 156      | 14          | 36       | 6     | 7        | 74       | 4     | 0        | 67    | 62       | 4.00     | 1.37    |
| 1990       | 阪神       | 17    | 14    | 4     | 2     | 1        | 5     | 6     | 0        | --          | .455  | 405   | 89.2     | 117      | 10          | 25       | 1     | 4        | 50       | 1     | 0        | 52    | 49       | 4.92     | 1.58    |
| 1991       | 阪神       | 16    | 8     | 0     | 0     | 0        | 2     | 4     | 0        | --          | .333  | 236   | 50.1     | 70       | 3           | 13       | 0     | 2        | 18       | 2     | 0        | 47    | 42       | 7.51     | 1.65    |
| 1992       | 阪神       | 31    | 1     | 0     | 0     | 0        | 2     | 5     | 3        | --          | .286  | 188   | 39.2     | 46       | 5           | 18       | 6     | 4        | 32       | 1     | 0        | 24    | 21       | 4.76     | 1.61    |
| 1993       | 阪神       | 33    | 10    | 0     | 0     | 0        | 3     | 3     | 11       | --          | .500  | 357   | 82.0     | 103      | 6           | 12       | 2     | 5        | 54       | 1     | 0        | 37    | 33       | 3.62     | 1.40    |
| 1994       | 阪神       | 46    | 3     | 0     | 0     | 0        | 3     | 9     | 3        | --          | .250  | 335   | 79.0     | 79       | 3           | 22       | 7     | 3        | 57       | 1     | 0        | 32    | 29       | 3.30     | 1.28    |
| 1995       | 阪神       | 33    | 1     | 0     | 0     | 0        | 4     | 2     | 0        | --          | .667  | 170   | 38.0     | 48       | 6           | 12       | 4     | 1        | 29       | 0     | 0        | 28    | 28       | 6.63     | 1.58    |
| 1996       | 阪神       | 3     | 1     | 0     | 0     | 0        | 0     | 0     | 0        | --          | ----  | 16    | 3.2      | 5        | 2           | 0        | 0     | 0        | 3        | 0     | 0        | 4     | 4        | 9.82     | 1.36    |
| 通算：13年 | 通算：13年 | 477   | 67    | 12    | 5     | 1        | 63    | 74    | 75       | --          | .460  | 4281  | 986.2    | 1077     | 103         | 275      | 54    | 44       | 633      | 25    | 0        | 512   | 461      | 4.21     | 1.37    |

- 各年度の太字はリーグ最高

### タイトル
- 最優秀救援投手：1回 （1985年）

### 表彰
- ファイアマン賞：1回 （1985年）
- ヤナセ・阪神タイガースMVP賞：1回 （1985年）[24]

### 記録
初記録
- 初登板：1984年6月3日、対横浜大洋ホエールズ11回戦（阪神甲子園球場）、6回表に3番手で救援登板、1/3回4失点
- 初先発登板：1984年6月6日、対ヤクルトスワローズ10回戦（阪神甲子園球場）、5回0/3を2失点で敗戦投手
- 初勝利・初先発勝利：1984年6月30日、対読売ジャイアンツ16回戦（後楽園球場）、5回2失点
- 初セーブ：1985年4月17日、対読売ジャイアンツ2回戦（阪神甲子園球場）、9回表無死に3番手で救援登板・完了、1回無失点 ※バックスクリーン3連発の試合
- 初完投勝利：1988年10月8日、対ヤクルトスワローズ23回戦（阪神甲子園球場）、9回1失点
- 初完封勝利：1989年6月27日、対中日ドラゴンズ9回戦（ナゴヤ球場）

その他の記録
- オールスターゲーム出場：2回 （1987年、1988年）

### 背番号
- 19 （1984年 - 1996年）
- 71 （2004年 - 2015年）

## 関連情報

### 解説者としての出演番組

#### 現在（第2期）
- スーパーベースボール （ABCテレビ・BS朝日、阪神戦中継に解説者として出演）
- ABCフレッシュアップベースボール （ABCラジオ、解説者として阪神戦中継を中心に出演。2016年の復帰後はオリックス・バファローズ戦のビジター地元局向け裏送りも担当）
- 伊藤史隆のラジオノオト（ABCラジオ、2018年度から「虎バンパートナー」として火曜日の18時台にレギュラー出演）
- サンテレビボックス席

#### 過去（第1期のみ）
阪神のコーチ時代にも、プロ野球のオフシーズンには、在阪テレビ・ラジオ局制作の番組へたびたびゲストで出演していた。

##### 第1期
- おはよう朝日です （ABCテレビ、スポーツコメンテーターとして出演）
- 中西清起のマンデースポーツ - 第1期にABCラジオで放送された冠番組で、楠淳生（朝日放送アナウンサー）と赤江珠緒（出演時点では同局アナウンサー）が進行役を担当。
- 猛虎まるかじり - 第1期にスカイAで放送された阪神の情報番組で、司会を担当。

##### 第2期
- 堀江政生のほり×ナビ（ABCラジオ、火曜日18時台にレギュラー出演）